# Блейк, Чарлз
Чарлз У. Блейк (англ. Charles W. Blake, 12 июня 1880, Лондон — 18 мая 1961, Уайт-Рок) — канадский шахматист.

## Биография
Родился в Великобритании. Служил в Британской армии. Дослужился до звания майора. В 1903 г. переехал в Канаду. Жил в Виннипеге, работал в адвокатской палате «Manitoba Bar Association».
Во время Первой мировой войны служил во Франции в составе 8-го батальона 1-й канадской дивизии лейтенантом. В октябре 1915 г. произведён в капитаны, в сентябре 1916 г. получил звание майора.
С 1925 г. жил в Брэндоне (Онтарио), работал в адвокатской палате «Ontario Bar Association».
С 1949 г. жил в Уайт-Роке (Британская Колумбия), работал в адвокатской палате «British Columbia Bar Association». Занимался адвокатской практикой вплоть до своей смерти.
Научился играть в шахматы в 1897 г. После переезда в Виннипег считался единственным конкурентом М. Смита. После того как в 1907 г. Смит переехал в Нью-Йорк, Блейк стал сильнейшим шахматистом Виннипега. Во время проживания в Виннипеге также был известен как хороший игрок по консультации. Обычно выступал в паре со Смитом.
Дважды был серебряным призером чемпионатов Канады. В 1909 г. занял 2-е место, пропустив вперед Дж. Сойера. В 1913 г. разделил 1—2 места с Дж. Моррисоном, но проиграл дополнительный матч.
Пять раз подряд выигрывал чемпионат Северо-Западной шахматной ассоциации.
Главное спортивное достижение — победа в открытом чемпионате США 1911 г. (в то время турнир официально назывался чемпионатом Западной шахматной ассоциации).
Регулярно выступал в соревнованиях до 1931 г. Позже участвовал в матчах Британская Колумбия — Ванкувер (1949, 1950 и 1951 гг.).
Умер в Уайт-Роке через несколько лет после смерти жены, детей у них не было. В некрологе основное внимание было уделено его адвокатской карьере в ущерб военным заслугам и шахматным достижениям.

## Спортивные результаты
| Год  | Город      | Соревнование                   | + | − | = | Результат | Место |
| ---- | ---------- | ------------------------------ | - | - | - | --------- | ----- |
| 1904 | Виннипег   | Чемпионат Канады               | 4 | 3 | 4 | 6 из 11   | 5—6   |
| 1905 | Эксельсиор | Открытый чемпионат США         |   |   |   |           | [ 3 ] |
| 1906 | Виннипег   | Показательный матч с Г. Мароци | 0 | 2 | 0 | 0 : 2     |       |
|      | Чикаго     | Открытый чемпионат США         |   |   |   |           | [ 4 ] |
| 1907 | Эксельсиор | Открытый чемпионат США         |   |   |   |           | [ 5 ] |
| 1909 | Торонто    | Чемпионат Канады               |   |   |   |           | 2     |
|      | Эксельсиор | Открытый чемпионат США         |   |   |   |           | [ 7 ] |
| 1910 | Монреаль   | Чемпионат Канады               | 5 | 3 | 1 | 5½ из 9   | 4     |
| 1911 | Эксельсиор | Открытый чемпионат США         |   |   |   |           | 1     |
| 1912 | Эксельсиор | Открытый чемпионат США         |   |   |   |           | [ 8 ] |
| 1913 | Виннипег   | Чемпионат Канады               | 5 | 0 | 2 | 6 из 7    | 1—2   |
| 1926 | Монреаль   | Чемпионат Канады               | 6 | 4 | 2 | 7 из 12   | 6     |
| 1927 | Торонто    | Чемпионат Канады               | 6 | 5 | 3 | 7½ из 14  | 6—8   |
| 1931 | Гамильтон  | Чемпионат Канады               | 5 | 7 | 1 | 5½ из 13  | 10—11 |